# Ricardo Irarrázabal
Ricardo Irarrázabal Sánchez (29 de agosto de 1975) es un abogado chileno, primer subsecretario de medio ambiente del primer gobierno del presidente Sebastián Piñera. Más tarde fue nombrado director del Servicio de Evaluación Ambiental (SEA). En 2018 fue designado como subsecretario de Energía y entre 2019 y agosto de 2020 ejerció como subsecretario de Minería, en el segundo gobierno de Sebastián Piñera.

## Biografía

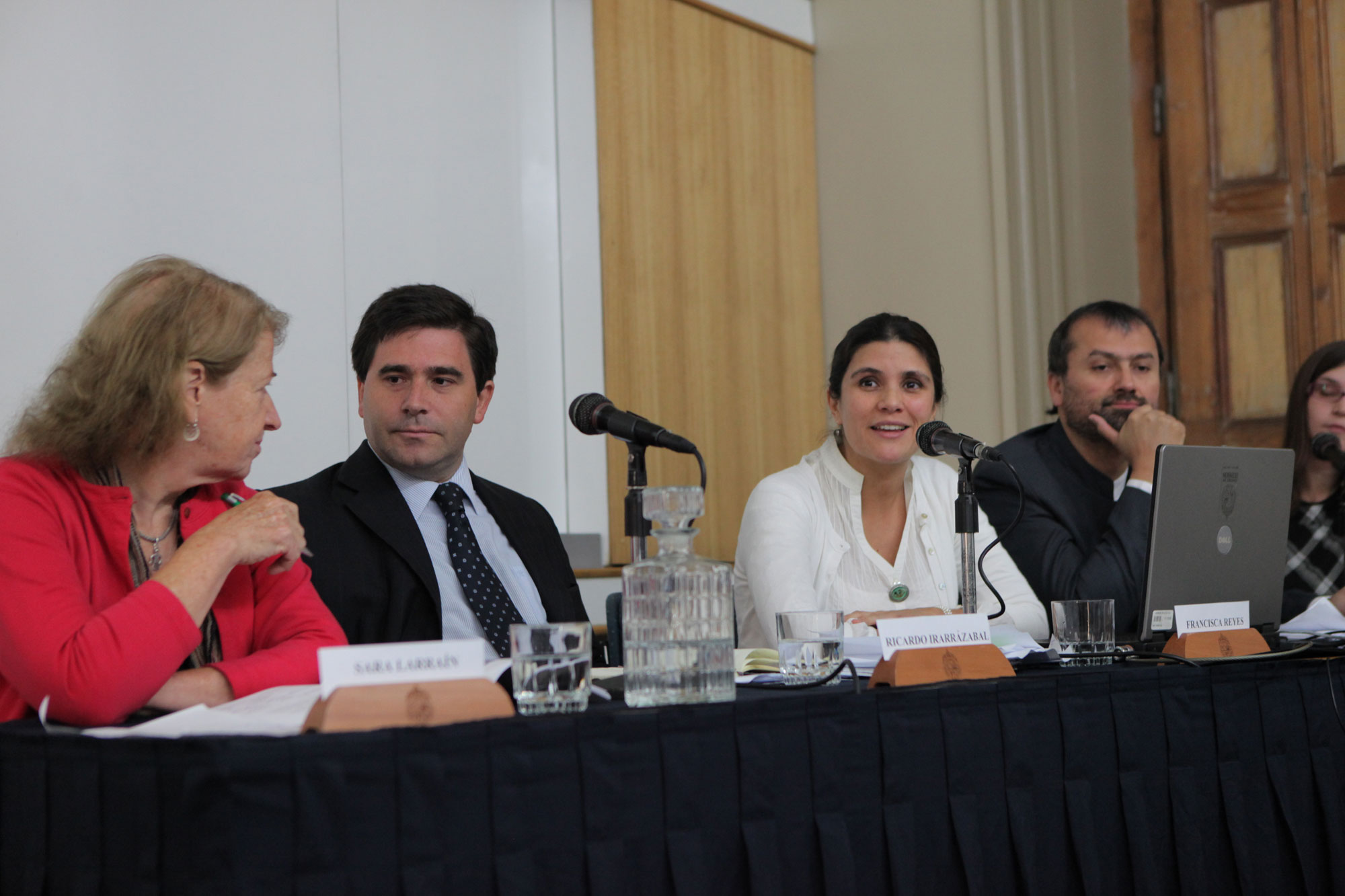
Panel de discusión: Sara Larraín, Ricardo Irarrazabal, Patricio Vallespin

Estudió en el Colegio Tabancura, luego derecho en la Pontificia Universidad Católica de Chile, en donde también obtuvo un diplomado en Derecho de los Recursos Naturales, además es LLM en Mineral Law and Policy de la Universidad de Dundee, en Escocia.
Ha sido profesor de Derecho Ambiental en la P. Universidad Católica. Desde 2007 fue asociado Senior del Estudio Jurídico Philippi, Yrarrázaval, Pulido & Brunner en el Grupo de Recursos Naturales.
Entre el 1 de octubre de 2013 y el 14 de marzo de 2014 fue el director Ejecutivo del Servicio de Evaluación Ambiental.
En el ámbito internacional ha trabajado como consultor legal extranjero del grupo minero de la canandiense McMillan Binch Mendelsohn. Además, se desempeñó como abogado extranjero del Grupo de Energía, Transporte e Infraestructura del estudio jurídico Ashurst LLP en Londres así como en los grupos Mercantil y Ambiental de Uría Menéndez en Madrid.
En marzo de 2018 fue nombrado subsecretario de energía, dejando esa responsabilidad el 31 de julio de 2019 para pasar a desempeñarse como subsecretario de Minería.